# Xã Eldorado, Quận Benton, Iowa
Xã Eldorado (tiếng Anh: Eldorado Township) là một xã thuộc quận Benton, tiểu bang Iowa, Hoa Kỳ. Năm 2010, dân số của xã này là 1.214 người.